# Tamaki Uchiyama
Tamaki Uchiyama (内山 環, Uchiyama Tamaki, Hyogo, 13 december 1972) is een Japans voormalig voetbalster.

## Carrière
Uchiyama speelde voor onder meer Tasaki Kobe Ladies en Prima Ham FC Kunoichi (later Iga FC Kunoichi).
Zij nam met het Japans vrouwenvoetbalelftal deel aan de wereldkampioenschappen in 1991, maar zij kwam tijdens dit toernooi niet in actie. Zij nam met het Japans elftal deel aan de wereldkampioenschappen in 1995. Daar stond zij in alle vier de wedstrijden van Japan. Japan werd uitgeschakeld in de eerste knock-outronde door de Verenigde Staten. Zij nam met het Japans elftal deel aan de Olympische Zomerspelen in 1996 en wereldkampioenschappen in 1999. Daar stond zij in alle de wedstrijden van Japan opgesteld. Japan werd uitgeschakeld in de groepsfase.

## Statistieken
| Japans vrouwenvoetbalelftal | Japans vrouwenvoetbalelftal | Japans vrouwenvoetbalelftal |
| Jaar                        | Wed.                        | Dlp.                        |
| --------------------------- | --------------------------- | --------------------------- |
| 1991                        | 6                           | 3                           |
| 1992                        | 0                           | 0                           |
| 1993                        | 0                           | 0                           |
| 1994                        | 5                           | 1                           |
| 1995                        | 9                           | 9                           |
| 1996                        | 8                           | 3                           |
| 1997                        | 6                           | 4                           |
| 1998                        | 10                          | 2                           |
| 1999                        | 14                          | 4                           |
| Totaal                      | 58                          | 26                          |